# Медный всадник (издательство)
Изда́тельство «Ме́дный вса́дник» — русское зарубежное издательство, существовавшее в Берлине с 1922 года по конец 1920-х годов.
Издательство было основано С. А. Соколовым. Финансировали издательство герцог Лихтенбергский, Н. А. Белоголовцев и Фальц-Фейн. «Медный всадник» ставил своей целью «объединение русских писателей националистического направления, приявших достижения мировой культуры, но, рядом с этим, не угасивших в себе пламень русского духа и верящих в его неистребимость и преемственное торжество» и именовал себя «русским национальным издательством».
Достижением издательства стал выпуск сборников «Белое дело», под редакцией А. А. фон Лампе, в которых, на основе документов и рассказов участников, издательство желало правдиво и искренно рассказать правду о Белом движении, его целях, задачах и итогах. Первый том открывался статьёй И. А. Ильина «Белая идея». В 1926—1928 гг. вышло шесть выпусков сборника «Белого дела», представлявших летопись белой борьбы. Последние два выпуска — «Записки» генерала П. Н. Врангеля — вышли посмертно.
После 1928 года какая-либо информация о деятельности издательства отсутствует, очевидно, оно прекратило существование.